# Pappinisseri
Pappinisseri é uma vila no distrito de Kannur, no estado indiano de Kerala.

## Geografia
Pappinisseri está localizada a 11° 57′ N, 75° 21′ L. Tem uma altitude média de 1 metros (3 pés).

## Demografia
Segundo o censo de 2001, Pappinisseri tinha uma população de 33 266 habitantes. Os indivíduos do sexo masculino constituem 48% da população e os do sexo feminino 52%. Pappinisseri tem uma taxa de literacia de 83%, superior à média nacional de 59,5%: a literacia no sexo masculino é de 85% e no sexo feminino é de 80%. Em Pappinisseri, 12% da população está abaixo dos 6 anos de idade.